# المركز الفلسطيني للبحوث السياسية والمسحية
المركز الفلسطيني للبحوث السياسية والمسحية هو منظمة أبحاث فلسطينية وخلية تفكير غير حكومية وغير ربحية، مقرها رام الله، تأسس لتوفير منح دراسية متقدمة وإنشاء معرفة في القضايا التي تهم الفلسطينيين في ثلاث مجالات وهي: السياسة الداخلية والحكومة، التحليل الاستراتيجي والسياسة الخارجية، واستطلاعات الرأي العام والبحوث الاستقصائية.

## روابط خارجية
- الموقع الرسمي
- الاستطلاع الأخير